# Tony McPhee
Tony „TS” McPhee, właśc. Anthony Charles McPhee (ur. 23 marca 1944 w Redlands House, koło Humberston, w hrabstwie Lincolnshire w Wielkiej Brytanii, zm. 6 czerwca 2023) – brytyjski gitarzysta bluesowy, założyciel zespołu The Groundhogs.
Gitarzysta rozpoczął swoją karierę w latach 60. XX w., w czasie boomu białego bluesa. Wykonawca techniki slide, uważany jest za jednego z najbardziej stylowych wykonawców swojego pokolenia. Współpracował ze znanymi artystami, jak: Champion Jack Dupree, John Lee Hooker, Big Joe Williams, Billy Boy Arnold, Jo-Ann Kelly, Joanna Deacon, zespołami Herbal Mixture, czy polskimi Blues Rock Guitar Workshop Leszka Cichońskiego, Outsider. Gościł w Polsce po raz pierwszy w 1994 roku, z pomocą Krzysztofa Opalskiego. Od tego czasu był w Polsce kilkukrotnie, biorąc udział w festiwalach Rawa Blues, jak i dając kameralne koncerty klubowe w całym kraju.
Tony McPhee zmarł 6 czerwca 2023 roku w wieku 79 lat. 

## Dyskografia (solowa)
- 1966 Ain't Gonna Cry No More - Someone To Love Me (singel)
- 1966 You Don't Love Me When You Gotta Good Friend (singel)
- 1968 Me and the Devil
- 1969 I Asked for Water
- 1971 Same Thing on Their Minds
- 1973 Two Sides of Tony McPhee
- 1984 Razor Edge
- 1991 The Blues and the Beast
- 1993 Foolish Pride
- 1996 Slide, T.S., Slide
- 1996 Herbal Mixture-Groundhogs
- 1997 Bleaching the Blues
- 2000 Live in Poland at Blues Express
- 2002 Bleachin the Blues
- 2004 Blues at Ten, duet z Joanną Deacon